# ماریو بچیا
ماریو بچیا (ایتالیایی: Mario Beccia؛ زادهٔ ۱۶ اوت ۱۹۵۵) دوچرخه‌سوار اهل ایتالیا است. وی در مسابقات جیرو دیتالیا شرکت کرده است.